# Vulcaniella
Vulcaniella ist eine Gattung von Schmetterlingen aus der Familie der Prachtfalter (Cosmopterigidae).

## Merkmale
Die Vertreter der Gattung sind kleine Falter mit glatt beschupptem Kopf. Die Fühler sind drei Viertel bis vier Fünftel so lang wie die Vorderflügel. Die Labialpalpen sind zylindrisch und gestreckt, das dritte Segment ist stark nach oben gebogen und reicht oft deutlich über den Kopf hinaus. Die Vorderflügel sind lanzettlich und bei den Weibchen einiger Arten subapikal deutlich eingeschnürt. Die Grundfärbung reicht von schwarzbraun über dunkelbraun bis zu goldbraun und das Zeichnungsmuster besteht aus weißen, silbrigen oder fahl goldenen Binden und Flecken. Die Hinterflügel sind sehr schmal.
Bei den Männchen ist das Tegumen gut entwickelt und viereckig. Das hintere Ende hat eine tiefe Ausbuchtung. Die Brachia sind asymmetrisch. Das rechte Brachium ist länger als das linke und hat häufig eine verbreiterte Spitze. Die Valven sind schmal und länglich und distal spärlich beborstet. Die rechte Valvella ist gut entwickelt, während die linke stark reduziert und mit dem Aedeagus verschmolzen ist. Der Aedeagus ist in der Mitte bauchig verdickt, der distale Teil ist zugespitzt. Der Coecum penis ist kurz und röhrenförmig, Cornuti sind nicht ausgebildet. Die Loben des 8. Segments sind rundlich.
Bei den Weibchen sind die Apophyses posteriores ungefähr anderthalb mal so lang wie die Apophyses anteriores. Das Sterigma mit der charakteristisch sklerotisierten Antevaginalplatte liegt gegenüber der Sklerotisierung am hinteren Ende des 7. Sternits. Der Ductus bursae ist lang, schmal und membranös, gelegentlich sind distal sklerotisierte Flecke vorhanden. Das Corpus bursae ist oval bis länglich. Es sind zwei trichterförmige, nach innen gerichtete Signa ausgebildet, die häufig von kräftigen, kreisförmigen Runzeln umgeben sind.

## Verbreitung
Die Arten der Gattung Vulcaniella sind in der Paläarktis beheimatet. In Europa kommen die meisten Arten im Mittelmeerraum vor.

## Biologie
Die Raupen leben als Blattminierer an Lippenblütlern (Lamiaceae) und Korbblütlern (Asteraceae).

## Systematik
Die folgende Artenliste basiert auf dem von Sinev 2002 erstellten World catalogue of cosmopterigid moths und wurde um weitere Arten ergänzt bzw. korrigiert. Die Typusart der Gattung ist Elachista pomposella Zeller, 1839.
- Vulcaniella anatolica Koster & Sinev, 2003 – Türkei
- Vulcaniella caucasica Sinev, 1986 – Aserbaidschan
- Vulcaniella cognatella Riedl, 1990 – Türkei
- Vulcaniella extremella (Wocke, 1871) – Kroatien
- Vulcaniella fiordalisa (Petty, 1904) – Korsika
- Vulcaniella gielisi Koster & Sinev, 2003 – Spanien
- Vulcaniella glaseri (Riedl, 1966) – Türkei
- Vulcaniella grabowiella (Staudinger, 1859) – Spanien
- Vulcaniella grandiferella Sinev, 1986 – Russland
- Vulcaniella kabulensis Koster, 2008 – Afghanistan
- Vulcaniella karadaghella Sinev, 1986 – Ukraine
- Vulcaniella klimeschi (Riedl, 1966) – Mazedonien
- Vulcaniella kopetdaghella Sinev, 1986 – Turkmenistan
- Vulcaniella peristrepta (Meyrick, 1917) – Pakistan
- Vulcaniella pomposella (Zeller, 1839) – Deutschland
- Vulcaniella pontica Koster & Sinev, 2003 – Türkei
- Vulcaniella rosmarinella (Walsingham, 1891) – Frankreich
- Vulcaniella schultzendorffi (Amsel, 1958) – Iran
- Vulcaniella vartianae (Amsel, 1968) – Pakistan

## Belege
1. 1 2 3 4 5 6  J. C. Koster, S. Yu. Sinev: Momphidae, Batrachedridae, Stathmopodidae, Agonoxenidae, Cosmopterigidae, Chrysopeleiidae. In: P. Huemer, O. Karsholt, L. Lyneborg (Hrsg.): Microlepidoptera of Europe. 1. Auflage. Band 5. Apollo Books, Stenstrup 2003, ISBN 87-88757-66-8, S. 151 (englisch).
2. ↑  S. Yu. Sinev (2002): World catalogue of cosmopterigid moths (Lepidoptera: Cosmopterigidae). Proceedings of the Zoological Institute, St. Petersburg, Band 293, S. 157–159
3. ↑  J. C. Koster (2008): Notes on the Cosmopterigidae (Lepidoptera) of Afghanistan and Jammu & Kashmir, India with descriptions of two new species. Zoologische Mededelingen Leiden 82: S. 97.
4. ↑  Vulcaniella bei Fauna Europaea. Abgerufen am 28. Februar 2012